# Puisieux-et-Clanlieu

Puisieux-et-Clanlieu este o comună în departamentul Aisne din nordul Franței. În 1 ianuarie 2022 avea o populație de 327 de locuitori.